# Fernand Larquier
Pour les articles homonymes, voir Larquier.
Fernand Larquier, né le 6 août 1863 à Arthenac (Charente-Inférieure) et mort le 3 février 1947 à Jonzac (Charente-Maritime), est un homme politique français.

## Biographie
Il est le fils du Dr Pierre-Émile Larquier, maire d'Arthenac et conseiller général du canton d'Archiac. Cette famille était proche d'Émile Combes, maire de Pons, et partageait ses orientations politiques, radicales et anticléricales. En 1888, Fernand Larquier épouse néanmoins Lucile Gaudron, issue d'une famille très catholique de la bourgeoisie jonzacaise.

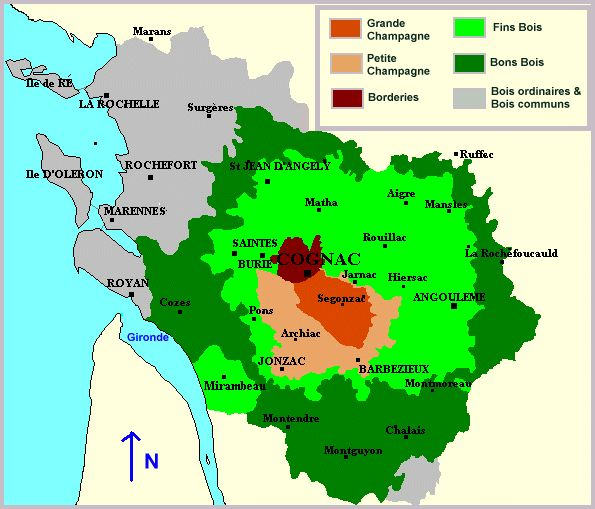
Carte des vignobles de Cognac

Docteur en droit et avocat, il est nommé procureur de la République à Melle. 
En 1900, après l'acquisition d'une propriété viticole à Saint-Simon-de-Bordes, héritée de la famille de son épouse, il quitte la magistrature et se fait élire maire de la commune puis, le 7 septembre 1902, député de l'arrondissement de Jonzac, contre Samuel-Maurice Marchand. Il restera député de la Charente-Inférieure de 1902 à 1914, inscrit au groupe de la Gauche radicale. Il fait partie de diverses commissions et notamment : réforme judiciaire, législation des boissons. Il dépose une proposition de loi tendant à ouvrir un crédit de 100 000 F en faveur des victimes de l'orage du 5 août 1904 dans la région de Jonzac. Au cours de la législature de 1902-1906, il sera intervenu 64 fois par ses votes en faveur des bouilleurs de cru. Il est réélu le 6 mai 1906, par 10 699 voix contre 10 217 à Gustave Lannes, marquis de Montebello, puis le 8 mai 1910, au second tour, par 10 182 voix contre 9 463 à Robert.
De 1906 à 1914, il est membre de diverses commissions : réforme judiciaire, administration générale, cultes, boissons, répression du vagabondage, comptes définitifs. Il prend part à la discussion des budgets de 1908, 1909, 1910 (surtout sur les questions relatives aux produits alcoolisés) et de 1911, 1912, 1913 et 1914 (essentiellement sur le budget de la Justice). Il dépose une proposition de loi tendant à créer des appellations d'origine régionale, prend part à la discussion des propositions de loi sur la représentation proportionnelle et rapporte en 1913 un projet de loi visant à lutter contre l'espionnage. Il est élu secrétaire de la Chambre en 1910, 1911 et 1912.
Aux élections de 1914, il arrive en tête au premier tour avec 7 814 voix, mais il est battu au second par René Carré-Bonvalet qui le devance avec 9 563 voix contre 8 182.